# Nadezjda Tsjizjova
Nadezjda Vladimirovna Tsjizjova (Russisch: Надежда Владимировна Чижова) (Oesolje-Sibirskoje, 29 september 1945) is een voormalige Russische atlete, die gespecialiseerd was in het kogelstoten. In de jaren zestig tot midden zeventig domineerde ze de Europese top bij het kogelstoten. Ze won drie olympische medailles en verbeterde tienmaal het wereldrecord in deze discipline. Ze was de eerste vrouw die meer dan 21 meter stootte. Haar grootste rivale was de Oost-Duitse Margitta Gummel.

## Biografie

### Jeugd
In 1964 won Tsjizjova bij de Europese jeugdkampioenschappen een gouden medaille bij het kogelstoten en het discuswerpen. Bij het kogelstoten verbeterde ze en passant het wereldjeugdrecord tot 16,60 m. Later zou ze met name uitkomen op het kogelstoten.

### Senioren
Haar eerste succes bij de senioren behaalde ze in 1966 door het onderdeel kogelstoten te winnen bij de Sovjet-Russische indoorkampioenschappen. Later dat jaar won ze een bronzen medaille bij de Europese indoorkampioenschappen en een gouden medaille bij de Europese baankampioenschappen.
Nadezjda Tsjizjova was aangesloten bij Spartak St. Petersburg en getrouwd met kogelstoter Aleksandr Barysjnikov.

## Titels
- Olympisch kampioene kogelstoten - 1972
- Europees kampioene kogelstoten - 1966, 1969, 1971, 1974
- Sovjet-Russisch kampioene kogelstoten - 1967, 1968, 1969, 1970, 1972, 1974
- Sovjet-Russisch indoorkampioene kogelstoten - 1966, 1967, 1971, 1972, 1973
- Europees jeugdkampioene kogelstoten - 1964
- Europees jeugdkampioene discuswerpen - 1964

## Wereldrecords
| Afstand | Datum             | Plaats  |
| ------- | ----------------- | ------- |
| 21,45 m | 29 september 1973 | Varna   |
| 21,20 m | 28 augustus 1973  | Lviv    |
| 21,03 m | 7 september 1972  | München |
| 20,63 m | 19 mei 1972       | Sotsji  |
| 20,43 m | 29 augustus 1971  | Moskou  |
| 20,43 m | 16 september 1969 | Athene  |
| 20,10 m | 16 september 1969 | Athene  |
| 20,09 m | 13 juli 1969      | Chorzów |
| 19,72 m | 30 mei 1969       | Moskou  |
| 18,67 m | 28 april 1968     | Sotsji  |

## Palmares

### kogelstoten
- 1964:  EK U20 - 16,60 m
- 1965:  Universiade - 17,27 m
- 1966:  EK indoor - 16,95 m
- 1966:  EK - 17,22 m
- 1967:  EK indoor - 17,44 m
- 1967:  Europacup - 18,24 m
- 1968:  EK indoor - 18,18 m
- 1968:  OS - 18,19 m
- 1969:  EK - 20,43 m (WR)
- 1970:  EK indoor - 18,80 m
- 1970:  Europacup - 19,42 m
- 1970:  Universiade - 19,51 m
- 1971:  EK indoor - 19,70 m
- 1971:  EK - 20,16 m
- 1972:  EK indoor - 19,41 m
- 1972:  OS - 21,03 m (WR)
- 1973:  Europacup - 20,77 m
- 1973:  Universiade - 20,82 m
- 1974:  EK indoor - 20,62 m
- 1974:  EK - 20,78 m
- 1976:  OS - 20,96 m

### discuswerpen
- 1964:  EK U20 - 45,86 m